# 4 messidor
4 prairial 4 thermidor
Le quartidi 4 messidor, officiellement dénommé jour de la véronique, est le 274e jour de l'année du calendrier républicain.
C'était généralement le 22e jour du mois de juin dans le calendrier grégorien.